# 音波解析法
音波解析法は、TADA地震火山予知研究所の代表の多田惠藏が発見したTADA法で、地震の発生前に岩盤の擦れ合いにより発生する電磁波が、地鳴り音により変調された電波を同調して得られる音波を捕捉し、周波数により震源域までの距離と波高値によりマグニチュードを算出する新たな予知手法で、波形を数値化した定量的研究である。

## 概要
地震の直前に耳鳴りがするという事例がある。これは、地震耳と呼ばれる現象で、自然界から生じた電磁波が原因と考えられる。
調査した結果、虫歯治療で用いられる銀歯を被せたり詰めたりしている人に多く現象が現れることが分かった。
ラジオ送信局の放送が近くのガードレールから放送が聴こえるという事例により、強い電波から電気振動が伝播されると考えられる。
金属物質を身に纏うことにより、アンテナとなり、震源域から搬送された電波を受信して、骨伝導により耳の鼓膜へ伝播されると考えられる。（角田忠信　著「脳センサー」P44　観測例）
私自身も虫歯治療により銀歯を被せている為、地震耳が備わってしまった。
実際に音を捕捉した日時、音域、音の長さ、音色を300例ほど調査した結果、数日から数週間経過後に地震が発生していることを発見した。
低い音では近距離の地震が発生し、高い音では長距離の地震が発生していることを発見し、小さな音では小さな地震が発生し、大きな音では大きな地震が発生していることも発見した。
耳で聞こえた音は、外部にアウトプットできない為、その記録を証明することができないが、可視化することができれば、ケーススタディーとして事例を集めることができるのでは無いかと考えた。
疎密波であるならば、誰もが聴こえるはずで、特定の人物だけに伝播するとは考えられないが、電波であるならば、アンテナにより受信することができ、音が含まれているのであれば、同調して抽出することができるのである。

## 実験

### 電波搬送実験
地震の震源域から電磁波が発生することはよく知られている。これは金属物質を含む岩盤がプレート運動や断層運動による地殻変動により動かされ、擦り合わされることにより生じるダイナモ理論と考えられる。また、地震の前に大きな地鳴りによる音が伝播することも古くから知られている。
そこで、電磁波と音を同時に発生させ、音により電磁波が変調されて電波となるのであれば、地震の予兆を捉えることができるのではないかと考えた。
搬送実験は、送信側が地殻にみたてた鉄アレイとグラインダーを使用して電磁波を発生させ、電磁波測定器により数値を計測、地鳴りにみたてた音源をパワーアンプにより増幅させ、音圧レベル測定器により数値を計測した。受信側は電波受信機のアウトプットから捕捉した音をスペクトラムアナライザーに転送して可視化し、1メートル離れた場所へ電波を搬送する実験をおこなった。
その結果、音、電磁波のみでは反応は無く、音と電磁波を同時に発生させると波形が現れ、送信側の周波数を変えると受信側も同じ周波数に追従することが分かり、電磁波の届いている位置まで音が送られることを確認した。また、グラインダーの停止直前には100Hzから2000Hzの範囲で、100Hzピッチに均等波形が搬送されることを確認した。これは、プレートの停止直前と同じ状態と考えられ、地震の直前に現れる傾向にあると考えられる。

### 地震予兆観測実験
東日本大震災以降、余震が相次いでいたことにより、設置した観測機には多くの反応が現れた。
捕捉した波形の周波数と波高値を数値化して記録した結果、750Hz前後に波形が現れた数日から数週間後に宮城県周辺へ地震が発生することを確認した。
周波数を距離で割ると一波長が数キロメートルの長波帯の電波に変調されていることを発見した。

### 高低差による電波識別実験
標高約500mの山の山麓と山頂に観測機を設置し、同時観測をおこなった結果、山麓の方が山頂より波高値が高くなることにより、地表波ということが分かった。
地表波は、水中や岩盤などを減衰せず透過することからも、捕捉している電波は長波帯といえる。

### 火山噴火予兆観測実験
火山に於いては、マグマ熱により岩石がキュリー温度に到達することにより、岩石内部の金属物質に帯びている磁界が放出され電磁波が発生する。
同時にマグマの上昇時に発生する低周波音が、放出された電磁波を変調し、地震予兆と同じ音を含む電波となるのである。
長期の観測結果から、100Hz以上の波形が地震の予兆で、100Hz未満が火山噴火の予兆波形ということ発見し、火山噴火に於いては、角ばった形状の波形が水蒸気噴火若しくはマグマ水蒸気噴火で、丸みのある形状が流動性のあるマグマの流出するマグマ噴火ということを発見し、地震予兆と同様、波高値が高いほど大きな噴火が発生することを発見した。

## 脚注